# Salix neolasiogyne
Salix neolasiogyne är en videväxtart som beskrevs av Takenoshin Nakai. Salix neolasiogyne ingår i släktet viden, och familjen videväxter. Inga underarter finns listade i Catalogue of Life.